# Ildefonsa
Ildefonsa – imię żeńskie pochodzenia germańskiego. Wywodzi się od słów hild "walka, potyczka" i funs  "gotowy", co mogło oznaczać "gotową do walki". Patronem tego imienia jest św. Ildefons z Toledo, zakonnik, biskup (VII wiek).
Ildefonsa imieniny obchodzi 23 stycznia.